# Didi Conn
Didi Conn (född 13 juli 1951 i Brooklyn, New York som Edith Bernstein) är en skådespelerska. Didi är gift med kompositören David Shire.
Hon spelade "Frenchy" Facciano i musikalen Grease, en av medlemmarna i The Pink Ladies ("de rosa damerna"). Didi Conn medverkade även i uppföljaren Grease 2.

### Fotnoter
1. ↑  Internet Broadway Database, Internet Broadway Database person-ID: 75749, läst: 9 oktober 2017.[källa från Wikidata]